# Phil Jaques
Philip Anthony Jaques, dit Phil Jaques, né le 3 mai 1979 à Wollongong, est un joueur de cricket international australien. Cet ouvreur, c'est-à-dire l'un des deux premiers batteurs d'une manche, débute avec l'équipe de Nouvelle-Galles du Sud en 2000. Né de parents britanniques, il choisit de jouer avec l'équipe d'Australie et dispute son premier test-match en 2005 et son premier One-day International en 2006.

## Équipes
- Nouvelle-Galle du Sud
- Northamptonshire
- Worcestershire
- Yorkshire